# Île de loisirs du Port-aux-Cerises
Koordinaten: 48° 41′ 37″ N, 2° 24′ 2″ O
Die Île de loisirs du Port-aux-Cerises (deutsch Freizeitinsel am Kirschenhafen) ist ein Outdoor- und Freizeitzentrum im Departement Essonne, auf dem Gebiet der Gemeinden Draveil und Vigneux-sur-Seine. Sie ist eine der zwölf Freizeitinseln in der Region Île-de-France.
Die Insel liegt etwa 20 km südlich von Paris und 10 km nördlich von Evry.

## Angebote
Die Basis bietet Outdoor-Sport- und Freizeitaktivitäten auf 160 Hektar, davon 40 Hektar Wasserfläche, an. Sie liegt am Ufer der Seine.
Es gibt drei Autozufahrten (darunter eine auf der Seite Juvisy) sowie sechs Eingänge für Fußgänger. 1600 Parkplätze stehen zur Verfügung.

## Geschichte
Im 18. Jahrhundert befand sich hier ein Seine-Hafen, von dem frisches Obst zu den Pariser Märkten verschifft wurde. Ab dem 19. Jahrhundert wurde der Ort zu einer Sand- und Kiesgrube.
Ein soziales Projekt, das von den Ideen Charles Fourier inspiriert war, wurde von der Cité-Coopérative de Paris-Jardin, die das Gelände 1911 kaufte, ins Leben gerufen. Im Gegensatz zur nahegelegenen Gartenstadt Draveil wird die Idee jedoch nicht verwirklicht. Anschließend wurde das Gelände zur Deponie für Hausmüll und Bauschutt der großen Pariser Werke der 1960er Jahre.
Der Staat wählte den Port-aux-Cerises aus, um eines der zwölf Freizeitzentren in der Region Paris zu werden. 1972 wird die Gesellschaft Syndicat Mixte d’Étude, d'Aménagement et de Gestion de la Base Régionale de Plein Air et de Loisirs du Port aux Cerises (deutsch Gesellschaft für Studie, Entwicklung und Management der regionalen Outdoor- und Freizeitbasis von Port aux Cerises) gegründet. Die endgültige Planung entstand 1975. Zwei Jahre später (1978) wurde der Park eröffnet. Er wird seit dem immer wieder weiter entwickelt. Das Projekt bekam 2009 den Prix du paysage.

## Verwaltung
Die Basis wird von einer Gesellschaft (SMEAG) verwaltet, die Vertreter der Gemeinden Draveil, Vigneux-sur-Seine und Juvisy-sur-Orge sowie Vertreter des Departementsrates von Essonne und des Regionalrates von Ile-de-France umfasst.
Die Anlage wird von etwa 432 000 Besucher genutzt, vor allem in den Sommermonaten. 77 % der Besucher kommen aus einem Umkreis von 10 km.
Die Anlage ist von 7 bis 21 Uhr geöffnet, Eintritt und Parken sind frei.

## Aktivitäten

### Pony Club
Ponyreiten wird von der Fédération Française d’Équitation (FFE) angeboten. Die FFE bietet mehrere Reitsportdisziplinen wie Springreiten, Vielseitigkeitsreiten, Dressurreiten, Voltigieren, Horseball usw. an. Diese Zusammenarbeit ermöglicht auch die Organisation von Wettbewerben und Meisterschaften.

### Sportboote
Der Yachthafen Port aux Cerises wurde 2010 neu qualifiziert. Er verfügt über 106 Liegeplätze, wo es möglich ist, den Führerschein für Sportboote zu erwerben. Außerdem gibt es Beherbergungsmöglichkeiten.

### Marina
Die Île de loisirs du Port-aux-Cerises hat als einziger Yachthafen in der Île-de-France einen direkten Zugang zur Seine. Das Freizeitzentrum bietet auf einer 35 Hektar großen Wasserfläche Kanu- und Kajaktouren an. Allgemeiner ausgedrückt ermöglicht die Anlage den Bewohnern von Essonne und Val-de-Marne, die Ufer der Seine zurückzugewinnen und von einer bedeutenden Grünfläche zu profitieren.

### Kletterwald
Ein Baumwipfel-Abenteuerparcours namens Accro des Arbres bietet Benutzern dank der Vorbereitung in 55 Workshops und fünf Parcours die Möglichkeit, in völliger Sicherheit durch die Bäume zu klettern und sich darin zu bewegen.

### Sonstige Einrichtungen
Die Anlage dehnt sich auf 160 Ha aus und bietet den Besuchern vielfältige sportliche Aktivitäten: Minigolf, Tennis, Fußball, Skateboard, BMX. Ein Fitnesscenter ist geplant.

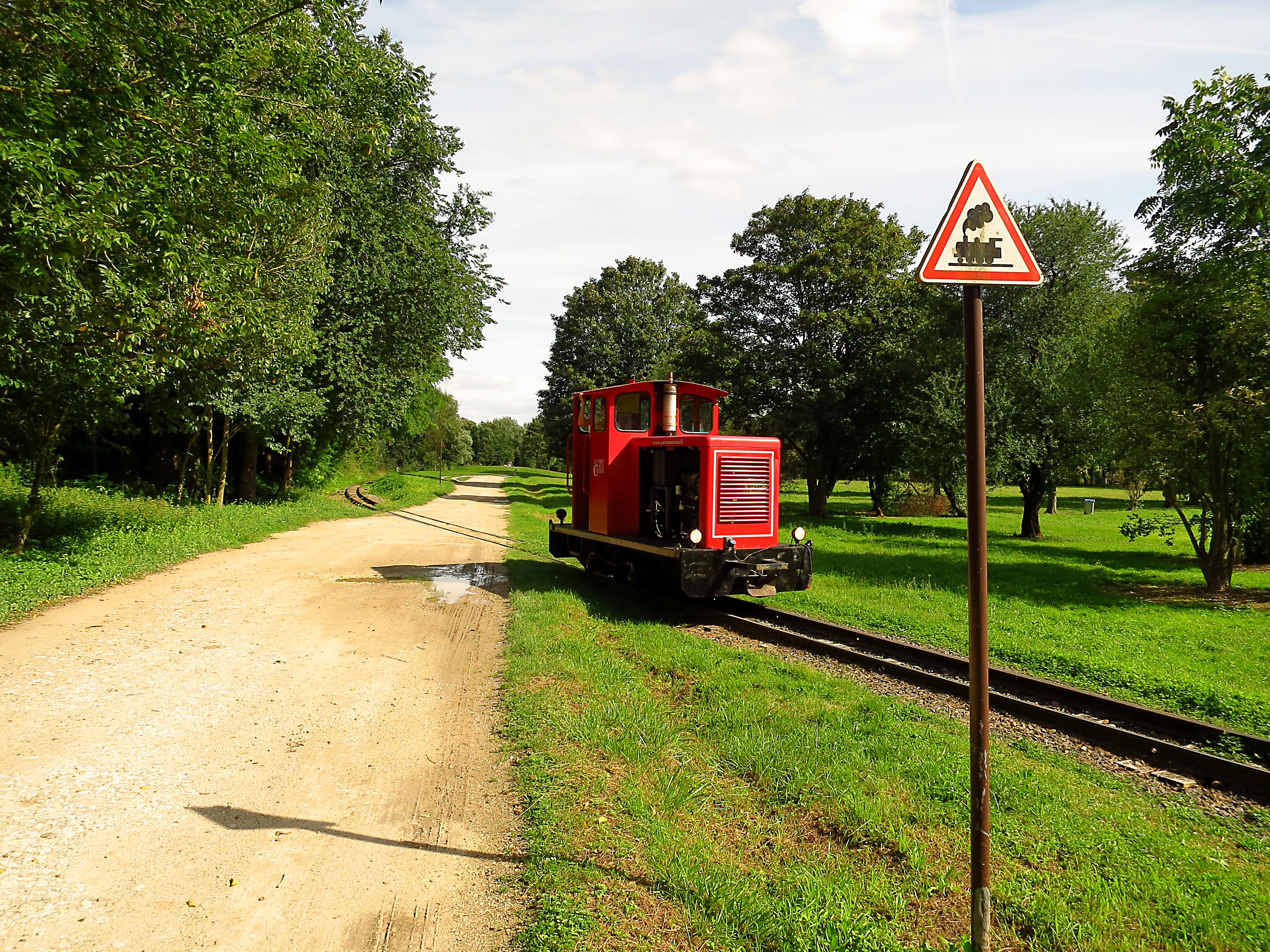
Le petit train

### Petit train
Eine Linie des Petit Train mit einer Spurweite von 0,60 m führt durch die Anlage. Der eingesetzte Zug hat Transportmöglichkeiten für Kinderwagen und für Personen mit eingeschränkter Mobilität. Als Zugmaschine dient eine kleine Rangierlok der Marke Socofer.

### Schwimmbad
Es umfasst 1800 m² und ist während der Badesaison von 11 Uhr bis 19 Uhr geöffnet.